# Louis Morel
Louis Morel CICM (chiń. 穆清海; ur. 30 października 1880 w Houthem, zm. 6 czerwca 1971 w Scheut) – belgijski duchowny rzymskokatolicki, szeutysta, misjonarz, arcybiskup Suiyuanu.

## Biografia
W 1899 wstąpił do Zgromadzenia Niepokalanego Serca Maryi. 16 lipca 1905 przyjął święcenia prezbiteriatu i został kapłanem swojego zgromadzenia. Następnie wyjechał na misje do Chin.
21 marca 1938 papież Pius XI mianował go wikariuszem apostolskim Suiyuanu oraz biskupem tytularnym araxańskim. 18 października 1938 w Hohhot przyjął sakrę biskupią z rąk wikariusza apostolskiego Xiwanzi Léona Jeana Marii De Smedta CICM. Współkonsekratorami byli wikariusz apostolski Datongu Franciscus Joosten CICM oraz wikariusz apostolski Jiningu Joseph Fan Heng’an.
11 kwietnia 1946 wikariat apostolski Suiyuanu został podniesiony do rangi archidiecezji. Tym samym bp Morel został arcybiskupem Suiyuanu.
Po zwycięstwie komunistów w chińskiej wojnie domowej w 1949 i spodziewanemu wygnaniu z kraju misjonarzy przez nowe władze, w 1951 arcybiskup Morel, postanowił zrezygnować z arcybiskupstwa i zaproponował papieżowi kandydaturę ks. Francisa Wanga Xueminga na swojego następcę. Pius XII przyjął jego dymisję 19 sierpnia 1951 wraz z nominacją dla ks. Wanga. Abp Morel otrzymał wówczas od papieża arcybiskupstwo tytularne Aenus i później powrócił do Europy.
Jako ojciec soborowy wziął udział w soborze watykańskim II. Zmarł 6 czerwca 1971.